# Кедайняй
Кеда́йняй (лит. Kėdainiai, до 1917 года — Кейданы) — город в центральной Литве, административный центр Кедайнского района и Кедайнского староства; промышленный центр и транспортный узел.

## Общая характеристика
Расположен недалеко от географического центра Литвы, на расстоянии в 139 км от Вильнюса и 53 км к северу от Каунаса. Через Кедайняй с севера на юг протекает река Невежис, в городской черте в неё впадают речки Дотнувеле, Смилга, Обелис. Площадь города — 4,4 км².

## Название
Название имеет форму множественного числа: русск. Кедайняй, Кейданы, лит. Kėdainiai, польск. Kiejdany.
По легенде произошло от имени богатого купца Кеидангено (Keidangeno), приехавшего сюда из Курляндии и основавшего небольшую рыбацкую деревушку. В исторических источниках встречаются разные варианты названия городка: Keidaini, Keidany, Keidony, Kėdainys.

## Герб
Первый герб был утверждён 15 апреля 1590 года королём Сигизмундом III и содержал символику родового герба владельца Кедайняя Яна Кишки: на голубом геральдическом щите серебряная подкова с тремя золотыми крестами, в центре подковы два лосося, смотрящие в разные стороны.
24 августа 1627 года великий гетман литовский и воевода виленский Христофор Радзивилл, зять прежнего владельца города, утвердил новый герб, на котором сочетаются геральдические мотивы двух родов: Кишки и Радзивиллов. Он представляет собой разделенный по диагонали щит, на золотой половине развернутое чёрное орлиное крыло, а на голубой половине чёрная орлиная лапа, держащая в когтях серебряную подкову с тремя золотыми крестами. Этот герб используется до сих пор, а день 24 августа считается днём рождения города.

## Население
По данным всеобщей переписи 2011 года население города составляет 26 648 человек.
| Численность населения Кедайняй | Численность населения Кедайняй | Численность населения Кедайняй | Численность населения Кедайняй | Численность населения Кедайняй | Численность населения Кедайняй | Численность населения Кедайняй | Численность населения Кедайняй | Численность населения Кедайняй |
| 1520                           | 1536                           | 1604                           | 1655                           | 1796                           | 1833                           | 1873                           | 1897                           | 1923                           |
| ------------------------------ | ------------------------------ | ------------------------------ | ------------------------------ | ------------------------------ | ------------------------------ | ------------------------------ | ------------------------------ | ------------------------------ |
| 870-1013                       | 1050-1220                      | 2000-2300                      | 3500-4000                      | 2157                           | ↗2597                          | ↗3500                          | ↗6113                          | ↗7415                          |
| 1939                           | 1959                           | 1970                           | 1979                           | 1989                           | 2001                           |                                |                                |                                |
| ↗8600                          | ↗10 580                        | ↗19 700                        | ↗27 886                        | ↗33 840                        | ↘32 000                        |                                |                                |                                |

| 1959    | 1970    | 1979    | 1989    | 2001    | 2002    | 2003    | 2004    | 2005    |
| ------- | ------- | ------- | ------- | ------- | ------- | ------- | ------- | ------- |
| 10 580  | ↗19 795 | ↗27 886 | ↗33 840 | ↘31 998 | ↘31 795 | ↘31 438 | ↘31 085 | ↘30 647 |
| 2006    | 2007    | 2008    | 2009    | 2010    | 2011    | 2012    | 2013    | 2014    |
| ↘29 602 | ↘29 178 | ↘28 678 | ↘28 234 | ↘27 590 | ↘26 702 | ↘26 302 | ↘25 971 | ↘25 654 |
| 2015    | 2016    | 2017    | 2018    | 2019    | 2020    | 2021    | 2022    | 2023    |
| ↘25 310 | ↘24 928 | ↘24 093 | ↘23 366 | ↘22 999 | ↘22 677 | ↗23 461 | ↘23 138 | ↗23 447 |

## История
Первое упоминание в письменных источниках (в хронике Германа Вартбергского) относится к 1372 году. В 1403 году в окрестностях Кедайняя, на месте бывшего языческого святилища бога Пяркунаса, крестоносцами был построен первый христианский храм. С середины XV века через это поселение рыбаков и земледельцев проходили торговые тракты из Вильны в Расейняй и из Каунаса в Шяуляй и Ригу, по реке Невежис также ходили торговые суда, в предместье Сконгалис (Skongalis) была пристань. В городке часто останавливались купцы, а недалеко от устья Смилги был основан рынок (современный Старый рынок).
История городка тесно связана с историей рода Радзивиллов. Основатель династии — Остик — в середине XV века на живописном левом берегу Невежиса построил усадьбу. После назначения князя Яна Радзивилла (правнука Остика) старостой Жемайтии в 1535 году Кедайняй становится её административным центром, с 1574 года в городке проходят всеобщие сеймы жемайтийских бояр.
Магдебургские права и герб городу предоставлены 15 апреля 1590 года королём Сигизмундом III. Жители Кедайняя получили право организовывать ярмарки три раза в год, устраивать субботние торги, держать магазины, иметь эталоны веса, длины и объёма. Вскоре была построена каменная ратуша в готическом стиле. Город управлялся свободно избираемым из числа горожан магистратом, который состоял из 18 человек: войта, 3 бурмистров, 4 судебных заседателей, писаря, 5 лавников, подскарбия, писаря подскарбия, пристава и декана цехов.
Кедайняй сильно пострадал во время пожаров 1598 и 1600 годов, но быстро отстроился и во время правления великих гетманов литовских и воевод виленских Христофора Радзивила (1585—1640) и его сына Януша (1612—1655) в городе начался экономический и культурный подъём. В то время в нём действовали 10 ремесленных цехов: портных, ткачей, сапожников, кожевников, кузнецов, гончаров, плотников, мясников и купцов; были открыты бумажная фабрика и одна из первых литовских аптек; были основаны гимназия и типография. 24 августа 1627 года. Христофор Радзивил подтвердил старинные права Кедайняя и утвердил его новый герб, в котором сочетаются гербовые фигуры рода Радзивиллов и рода Кишки.
В 1627 году Янушем Радзивиллом и виленским епископом Евстахием Воловичем был подписан договор о мирном сосуществовании разных религиозных конфессий, который признавал равноправие католиков и кальвинистов. В эпоху Реформации это был центр кальвинизма в Литве.
В 1629 году в западном предместье поселились около 80 семей немцев-лютеран, которые на десять лет были освобождены от налогов. Город разделился на две части: Старый Кедайняй, где жили кальвинисты и Новый Кедайняй или Янушава, где жили лютеране. Это был второй случай в Литве, когда в одном городе жили две отдельные юридически признанные общины. В 1652 году в южной части города, в Книпаве, Янушем Радзивилом по просьбе жены Марии Лупул был построен деревянный православный храм Спаса—на—Крови и при нём основан монастырь. Русские обычно селились возле монастыря. Кроме того, в Кедайняе существовали еврейская и шотландская общины и до 1658 года (до законодательного запрета на поселение) арианская.
Дальнейшее развитие города приостановила русско-польская война 1654—1667 годов. Большая часть Литвы была оккупирована, и в Кедайняе были начаты переговоры между Янушем Радзивиллом и представителями шведского короля Карла Х Густава, закончившиеся 17 августа 1655 года разрывом унии с Польшей и договором об унии Великого княжества Литовского с Швецией (Кейданская уния).
С 1659 года городом начал управлять Богуслав Радзивилл, он тщетно пытался возродить разорённую войной экономику края: ввёл льготы на торговлю и судоходство, утвердил новые юридические нормы управления, но город пустел. В конце XVII века случился сильный пожар: сгорело около 100 домов, гимназия и библиотека. В 1701 и 1704 годах город осаждался шведскими войсками. В 1709—1711 годах в крае свирепствовала чума.
Только с середины XVIII века Кедайняй начал оживать, увеличилось число жителей, развивалась торговля и ремесла.
После третьего раздела Речи Посполитой все города Литвы лишились самоуправления, в Кедайняй были назначены судья и асессор, выполнявшие функции закрытого городского магистрата. Собственник города Доминик Иероним Радзивилл частично поддерживал городское самоуправление. По его распоряжению горожанам было разрешено выбирать 5 человек, выполнявших административные функции. В 1811 году город перешёл в собственность графа Франциска Чапского. В 1817 году по решению уездного суда самоуправление города было опять упразднено, а город стал центром волости.
Во время восстания 1831 года в окрестностях города произошло ожесточенное сражение отряда К. Прозороса с частями русской армии. Во время восстания 1863 года в окрестностях города действовали отряды повстанцев Б. Длускиса, А. Мацкявичюса, К. Цишкявичюса, М. Курматовского, А. Шилинга, Б. Колюшки.
После его подавления усадьба Чапского была конфискована, а сам он выслан в Сибирь. С 1866 года имение перешло в собственность графа Эдуарда Тотлебена. В 1871 году через северную часть города была проложена железная дорога Лиепая — Ромны. В 1875 году была открыта картонная фабрика, кроме того в Кедайняе работали кирпичный и молочный заводы, мастерские по изготовлению карет и пианино, несколько мельниц. В 1890 году — открыта кожевенная фабрика. В 1886 году усадьба была отделена от города и Кедайняй вновь получил самоуправление. В то время город славился своими конскими ярмарками. Также в конце XIX века в волости начали выращивать огурцы и с тех пор Кедайняй получил известность как огуречная столица Литвы.
7 февраля 1919 года в окрестностях города произошёл первый бой литовских добровольцев с частями Красной Армии. Продвижение большевиков на Каунас было остановлено.
В межвоенное время Кедайняй стал центром уезда. Город рос и развивался: в 1923 году там проживало 7415 человек, в 1939 — 8622. Были построены: электростанция, банк, больница, библиотека, через город было проложено шоссе Каунас — Паневежис.
14 июня 1941 года несколько десятков жителей города были высланы в Сибирь. Всего с 1940 по 1953 годы в Сибирь было сослано 85 горожан. 24 июня 1941 года город был оккупирован немецкими войсками. 28 августа 1941 года нацистами и их литовскими пособниками было расстреляно 2076 евреев Кедайняй. При отступлении немцев в июле 1944 года были взорваны здания гимназии, уездной больницы, банка, бывший дворец графов Тотлебенов, мосты. После Второй мировой войны в окрестностях города действовали отряды «лесных братьев» Вичё, Юнгтинес Кестучё, Присикелимо. В 1949 году был построен военный аэродром, на котором были дислоцированы полк ПО-2 и полк Пе-2. Для детей офицеров была открыта школа с русским языком обучения (средняя школа № 3).
В послевоенное время Кедайняй стал центром района и развивался как центр химической промышленности. Были построены и введены в строй следующие предприятия: завод электроаппаратуры (1958), фабрика био-лекарственных препаратов (1961), химический комбинат (современная Lifosa) (1962), завод металлоконструкций (1965), завод «Кедайняйская биохимия» (1971), сахарный завод (1971).
Быстро росло число жителей: в 1959 году их было 10,6 тысяч человек, в 1970 — 19,7 тысяч.
Летом 1988 года в город прибыла колонна велосипедистов под руководством Римантаса Астраускаса, был проведён митинг Саюдиса, на котором выдвигались требования о независимости Литвы. 5 августа 1988 года в городе была создана инициативная группа Саюдиса. Также летом литовские «зелёные» под руководством Саулюса Грицюса провели акцию протеста на военном аэродроме. Осенью того же года на химическом заводе города прошёл первый съезд литовских «зелёных». В результате их требований была остановлена работа устаревшей линии производства серной кислоты. После этого в городе резко сократилась заболеваемость раком легких.
В 1991 году закрылся завод электроаппаратуры. Позже в его помещениях расположились склады сети розничной торговли «Norfa».
В 1993 году авиационный полк был переведен в город Шадринск.
В 2003 году обанкротился биохимический завод. Причиной послужила экономическая неэффективность производства. Работа цеха по производству кормовых дрожжей была остановлена ещё раньше — в 1992 году.

## Экономика

### Промышленность
Важнейшие промышленные предприятия:
- AB «Lifosa» — минеральные удобрения, продукция экспортируется в страны ЕС и СНГ
- UAB «Vesiga» — соусы и майонез
- UAB «Progresas» — металлоконструкции
- AB «Danisco Sugar Kėdainiai» — производство сахара
- UAB «Natūrali oda» — кожаные изделия
- UAB «Kėdainių duona» — производство хлебобулочных изделий
- UAB «Medžio plokštė» — древообрабатывающее производство
- UAB «JGB» — мебельная фабрика
- крупный нефтяной терминал UAB «Lukoil Baltija»
- Концерн «Vikonda»
  - UAB «Vikeda» — мороженое
  - AB «Kėdainių grūdai» — зерновые комбикорма для скота, продовольствие

Также в Кедайнском районе находятся AB «Krekenavos agrofirma» (мясные изделия) и UAB «Kėdainių konservų fabrikas» (консервированные овощи).
Для города характерен низкий уровень безработицы: в 2006 году — около 4 %.

## Торговля и сфера услуг
В Кедайняе работают 4 магазина сети Maxima (2 супермаркета Maxima XX и 2 магазина Maxima X), 3 супермаркета IKI, 2 дискаунтера Cento, 3 супермаркета-дискаунтера Norfa.
Услуги проживания предоставляют гостиницы «Grėjaus namas» и «Smilga», гостевые дома «Sandra&Co» и «Novus Rex» и мотель «Raganė». Также в городе действует ночной клуб «Activity Zone», развлекательный центр «Vikonda», водные развлечения «Smilga».

### Транспорт
Есть железнодорожная станция, через Кедайняй проходит магистральная железнодорожная линия «Вильнюс—Шяуляй». Пассажирскими поездами нетрудно добраться до Вильнюса, Каунаса, Клайпеды, Шяуляй, Ионавы.
Кедайнский район пересекает магистраль «Виа Балтика» и несколько автодорог республиканского значения, поэтому на городской автовокзал часто заворачивают междугородние автобусы таких крупных предприятий Литвы как «Каутра», «Бустурас», «Паневежё аутобусай» и другие. С их помощью легче всего доехать до Каунаса — автобусы отправляются каждый час с раннего утра до позднего вечера. Чуть реже рейсы в Паневежис и Шяуляй. Несколько раз в день автобусы отправляются в Вильнюс, Ригу, Укмерге, Ионаву, Панемуне, Биржай, Жагаре, Алитус, Друскининкай, Пакруоис.
Пригородный транспорт Кедайняя развит плохо, автобусы ездят только в важнейшие населённые пункты раз в день и не каждый день. Это связано с конкуренцией с междугородными автобусами, заодно обслуживающими и пригородные маршруты.
Городские пассажирские перевозки осуществляет акционерное общество «Кедбусас» (11 маршрутов) и частные маршрутные такси (2 маршрута). «Кедбусас» регулярно обновляет свой парк, в настоящее время эксплуатируются автобусы фирм «Неоплан», «Вольво», «Даф». Цена проезда в автобусе — 1.70 и 2.00 лит.
В окрестностях Кедайняя расположен бывший военный аэродром (в Даукшяе), но для транспортных нужд он не используется.

## Районы
Старый город (лит. Senamiestis) расположен в центральной части Кедайняя, занимает 86 гектар. Планировался и строился по образцу европейских городов. Историческая сеть его улиц и площадей, его старинные здания сохранились до наших дней. Это ратуша, гимназия, старая аптека, храмы, дома шотландского типа, торговые площади. В 1969 году Старый город был признан урбанистическим памятником республиканского значения. Тут проводятся археологические раскопки.
Янушава (лит. Janušava) — западная часть города, названная в честь Януша Радзивилла. Застроена кварталами девяти и пятиэтажных домов (1980—1990 годов постройки) и частными домами (довоенными, послевоенными, современными). Также в районе много предприятий сферы обслуживания и торговых центров, рынок, автовокзал, бензозаправки, школы, детсады.
Вилайняй (лит. Vilainiai) — расположен на левом берегу Невежиса, к югу от дороги на Ариставу. В основном застроен частными домами послевоенной и довоенной постройки. Тут расположено несколько мелких предприятий и политехнический отдел центра профессиональной подготовки.
Бабенай (лит. Babėnai) — северная часть города, расположенная в междуречье Дотнувеле и Невежиса, около дороги Кедайняй—Крекенава. Разделена на две части (Бабенай I и Бабенай II) красивым сосновым бором. Этот парк и образовавшееся на месте гравийного карьера озеро — популярное место отдыха для жителей всего Кедайняя. Застройка района — в основном довоенные, послевоенные и современные частные дома. Особенно интенсивное строительство шло во время экономического подъёма 2005—2008 годов. В Бабенае расположены школа, магазины, лесничество; в окрестностях — коллективные сады, терминал нефтепродуктов, элеватор зерна, строительные и транспортные предприятия, железнодорожный вокзал.
В старину это район был родовым поместьем бояр Даукш, в XVI веке здесь родился один из основателей литовской словесности — Микалоюс Даукша.
Юстинава (лит. Justinava) — бывшая деревня на правом берегу Невежиса, севернее города, отделена от микрорайона Бабенай Бабенским бором. В советское время там располагался профилакторий и дачный посёлок кедайняйцев. В последнее десятилетие жители утепляют и перестраивают садовые домики, чтобы жить там круглый год и постепенно Юстинава становится отдельной частью города.
Забелишкис (лит. Zabieliškis) — промышленная часть Кедайняя, расположенная на юго-востоке города около речки Обелис. Здесь расположены предприятия химической, пищевой, лёгкой, мебельной промышленности, а также склады торговой сети «Norfos mažmena», автобусный парк, хлебзавод.
Вдоль района расположена новая городская свалка и горы отбросов фосфогипса от АО «Lifosa» (около 21 млн тонн).

## Достопримечательности
Музей Кедайнского края — старейший краеведческий музей Литвы, действует с 1921 года, с 2000 года размещается в отреставирированных помещениях бывшего монастыря кармелитов. Коллекция музея насчитывает более 37 тысяч экспонатов. Это археологические находки, письма, документы и одежда XVII века, мебель из рога из усадьбы Апиталаукис (Apytalaukis), сакральные статуэтки, в том числе готическая скульптура Иоана Крестителя XV века, зал крестов богореза Винцаса Свирскиса, нумизматическая коллекция и др.
В музее ведётся научная и просветительская работа. С 1992 года им руководит Римантас Жиргулис.
Филиалы музея:
- Мемориальный музей писателя Йозаса Паукштелиса. Был расположен в доме писателя, экспозиция рассказывала о жизни и творчестве писателя, о других кедайнских литераторах. В музее проходили выставки, литературные вечера и полдники, велась просветительская работа. Закрыт в декабре 2009 года из-за недостатка средств на его содержание.
- Музей деревянных скульптур В. Улявичюса, организованный в 2004 году, где можно ознакомиться с более чем 40 работами этого мастера резки по дереву.
- Центр мультикультурализма в здании бывшей синагоги. Его экспозиция представляет культуру разных народов, живших в Кедайняе, рассказывает о Холокосте. Часто тут проводят выступления городские фольклорные ансамбли Йория[лит.] и Тямяла[лит.].
- Музей восстания 1863 года — находится в Паберже, на месте усадьбы барона Станислава Шилинга. Именно тут священником Антанасом Мацкявичусом был сформирован один из первых отрядов повстанцев. Экспозиция музея рассказывает о детстве священника, о его учёбе и работе, о ходе и подавлении восстания, жизни ссыльных в Сибири. Тут находятся личные вещи Антанаса Мацкявичуса, его предсмертное письмо, документы, оружие повстанцев. Дополняют экспозицию произведения литовских художников и графиков, посвященные восстанию 1863 года.
- Мавзолей князей Радзивиллов расположен в подземельях Кедайнского кальвинистского храма. Там находятся саркофаги Христофора «Перуна» (1547—1603), Януша (1612—1655), Миколая (1610—1611), Ежи (1616—1617), Стефана (1624—1624), Эльжбеты (1622—1626) Радзивиллов и небольшая экспозиция рассказывающая об истории этого рода.

Музей Янины Монкутес-Маркс — музей-галерея литовской художницы, с 1953 года жившей в США, в котором экспонируются её гобелены, полотна, проходят выставки литовских и зарубежных художников.
Городская ратуша — построена в 1654 году в стиле ренессанс, реставрирована в XIX веке. И в наше время служит культурным центром города: тут проходят выставки, концерты, различные официальные и культурные мероприятия. Во дворике экспонируются скульптуры литовских мастеров.
Здание гимназии — здание, в котором в XVII веке была основана городская гимназия. В наше время в нём тоже располагается гимназия «Швясёйи».
Дом ректоров — здание, в котором жили первые преподаватели городской гимназии.
Дом бурмистра Юргиса Андерсена — дом в шотландском стиле, построен в XVII веке. На первом этаже торговая лавка и склад, на втором — жилые помещения.
Костёл Святого Георгия (лит. Šv. Jurgio bažnyčia) — одно из первых каменных зданий города. Построен между 1445—1460 годами из торуньских кирпичей. В XVI веке к переднему фасаду была пристроена невысокая ренессансная колокольня. В том же веке был передан протестантам, в XVII веке возвращён католикам. При храме в XVIII веке действовала церковно-приходская школа. Был дважды реконструирован в XVIII и XIX веках. Здание в готическом стиле, прямоугольное, трёхнефное, с трёхстенной апсидой. Нефы 23×24 метра, разделены колоннами, центральный неф кроет крестовый свод, а боковые — цилиндрические. Алтарь деревянный, украшен скульптурами. В убранстве храма много ценных произведений искусства (бронзовый колокол XVII века, картины: «Встреча Иисуса и Иоанна-Предтечи» XVII век, «Обручение Девы Марии» XVII век, «Дева Мария с Младенцем» XVIII век, «Розарий Девы Марии» XVIII век, «Архангел Михаил» XIX век и «Св. Антоний» XIX век).
Костёл святого Иосифа (лит. Šv. Juozapo bažnyčia) — деревянный храм в стиле народного барокко. Постройка была начата в 1703 году монахами-кармелитами. В 1766 году храм был полностью построен и освящён в честь св. Девы Марии. При нём действовал монастырь, благотворительные общества, приют, приходская школа. В 1832 году царские власти монастырь закрыли. В конце XIX века храм был переименован в храм Св. Иосифа. В 1963—1991 годах костёл был закрыт.
Здание крестообразное, трёхнефное, с двумя башнями. Апсида трёхстенная, украшена небольшой башенкой. К пресбитерию пристроены невысокие ризницы. Возле костёла стоит невысокая деревянная колокольня.
Храм евангеликов-реформатов (кальвинистов) (лит. Evangelikų-reformatų bažnyčia (kalvinų))
Строительство начато в 1631 году по инициативе и на средства Христофора Радзивила, а окончен в 1653 году его сыном Янушем. Храм построен в стиле ренессанс, однонефный, прямоугольный, очень просторный с 4 небольшими башенками и колокольней. Внутри отделан дубовыми панелями, амвон украшен резными ренессансными орнаментами. В подземелье находится мавзолей рода Радзивилов.
Лютеранский храм — построен в 1664 году, внутри его сохранились фрески XVII века. Возле храма расположено недействующее немецкое кладбище, на котором похоронен Адам Фрейтаг (1608—1650) — доктор философии и медицины, военный инженер, специалист по фортификации. Во время Первой и Второй мировых войн тут хоронили погибших немецких солдат.
Комплекс из двух синагог. Одна из них построена в XVII веке в стиле барокко для одного из самых больших и известных в Жемайтии кагалов (еврейская община). В ней учился известный еврейский религиозный мыслитель — Виленский гаон Элияху. В XIX веке была построена ещё одна синагога. Возле неё стоит нереставрированный домик ритуального мясника, который соединяется с синагогой аркой с солнечными часами.
Церковь Преображения Господня. Перестроена в 1854 году по проекту архитектора Иконикова из жилого каменного здания, подаренного графом Марьяном Чапским. После реконструкции 1893 года приобрела византийский вид. Внутреннее убранство — фрески начала XX века, несколько ценных икон.
Минарет. Построен Эдуардом Тотлебеном в 1880 году в память о Крымской войне. Это единственное здание такого рода в Литве. Расположен на окраине Кедайняя, возле железнодорожного вокзала, на месте бывшего парка усадьбы. В настоящее время запущен.

## Образование
2 гимназии
Гимназия Швесёйи (Kėdainių Šviesioji gimnazija) располагается в центре города в здании старой гимназии, основанной Радзивиллами.
Гимназия Атжалино (Kėdainių Atžalyno gimnazija) — получила статус гимназии в 2010 году. Располагается в районе Янушава.
4 общеобразовательные школы
Школа имени Юозаса Паукштелиса (Kėdainių Juozo Paukštelio pagrindinė mokykla)
Школа имени Микалоюса Даукши (Kėdainių Mikalojaus Daukšos pagrindinė mokykla)
Школа Аушрос (Kėdainių Aušros pagrindinė mokykla)
Школа Рито (Kėdainių Ryto pagrindinė mokykla)
4 детских сада
Также в городе работает факультет Каунасской коллегии, учебный центр для взрослых, школа-интернат для детей-инвалидов, центр профессиональной подготовки, музыкальная, художественная и спортивная школы, русская воскресная школа и общественная библиотека имени Микалойуса Даукши.

## Средства массовой информации
В городе издаются две газеты: «Кедайню Муге» («Kėdainių Mugė]»), и «Ринкос Айкште» («Rinkos Aikštė»).
В Кедайняе и на расстоянии 60 км вокруг него действует «Телевидение кедайнского края» («Kėdainių Krašto Televizija»), передающее собственные культурные, образовательные, информационные передачи, передачи созданные другими региональными телеканалами, а также программу российского телевидения.
Также есть городской новостной интернет-портал с обширной фотогалереей.

## Спорт
В Кедайняе базируется профессиональный баскетбольный клуб «Невежис», выступающий в чемпионате Литвы. Арена клуба расположена в Вилайняе.
Также в городе есть профессиональный футбольный клуб «Невежис», который играет в первой лиге литовской футбольной федерации, и 3 любительских футбольных клуба: Кедайнской спортивной школы, «Лифоса», «Невежис-2».

## Уроженцы города
- Иовита Ютелите (род. 09.03.1971) — баскетболистка, чемпионка Европы 1997 года, награждена государственной наградой Литвы «Орденом Великого князя Литовского Гядиминаса».

## Почётные граждане
- Милош, Чеслав (1911—2004), уроженец Кедайнского уезда, лауреат Нобелевской премии по литературе 1980 года.
- Урбшис, Юозас (1896—1991), дипломат, министр иностранных дел Литвы в 1938—1940 годах.

## Города-побратимы
- Свалов, Швеция
- Зёммерда, Германия
- Кохтла-Ярве, Эстония
- Бродница, Польша
- Лобез, Польша
- Мелитополь, Украина
- Жанатас, Казахстан

## Галерея
- Район Янушава
- Озеро на месте карьера
- Костёл св. Иосифа
- Лютеранский храм.
XVII в.
- Православная церковь